# Tony Capaldi
Anthony Charles Capaldi (ur. 12 sierpnia 1981 w Porsgrunn) – północnoirlandzki piłkarz pochodzenia włoskiego występujący na pozycji pomocnika.

## Kariera klubowa
Capaldi zawodową karierę rozpoczynał w angielskim Birmingham City, do którego trafił w 2001 roku. Na sezon 2001/2002 został wypożyczony do Hereford United, grającego w Conference. Rozegrał tam 12 ligowych spotkań, a potem powrócił do Birmingham. Spędził tam jeszcze rok, ale nie zdołał zadebiutować w jego barwach.
W 2003 roku podpisał kontrakt z Plymouth Argyle występującym w Division One. Zadebiutował tam 3 maja 2003 roku w wygranym 1:0 ligowym meczu z Wycombe Wanderers. 16 sierpnia 2003 roku w przegranym 1:2 spotkaniu z Rushden & Diamonds strzelił pierwszego gola w Division One. W 2004 roku awansował z klubem do Championship. W Plymouth spędził jeszcze 3 lata. W sumie rozegrał tam 141 ligowych spotkań i zdobył 12 bramek.
W 2007 roku Capaldi przeszedł do Cardiff City, również grającego w Championship. W Cardiff zadebiutował 11 sierpnia 2007 w przegranym 0:1 ligowym spotkaniu z Stoke City. W sezonie 2007/2008 dotarł z klubem do finału Pucharu Anglii, ale uległ tam z nim 0:1 zespołowi Portsmouth. Z powodu kontuzji kolana, przez którą był wyłączony z gry przez większą część sezonu 2008/2009, w barwach Cardiff zagrał w sumie 5 razy. 26 listopada 2009 roku Capaldi został wypożyczony do Leeds United, gdzie grał do 4 stycznia 2010 roku.
We wrześniu 2010 roku podpisał kontrakt z zespołem Morecambe z League Two.

## Kariera reprezentacyjna
W reprezentacji Irlandii Północnej Capaldi zadebiutował 31 marca 2004 w wygranym 1:0 towarzyskim meczu z Estonią. Był powoływany do kadry na mecze eliminacji Mistrzostw Świata 2006 oraz Mistrzostw Europy 2008, jednak na oba jego reprezentacja nie awansowała.